# چیپ پاشایان
چارلز "چیپ" پاشایان جونیور (ارمنی: Չարլզ «Չիփ» Փաշայեան կրտսեր.؛ انگلیسی: Charles "Chip" Pashayan Jr.؛ زادهٔ ۲۷ مارس ۱۹۴۱) سیاستمدار، و وکیل ارمنی‌تبار اهل ایالات متحده آمریکا است. وی بین سال‌های ۱۹۷۹ تا ۱۹۹۱ نمایندهٔ حوزه انتخابیه هفدهم کالیفرنیا از جمهوری‌خواه در مجلس نمایندگان ایالات متحده آمریکا بود.